# Lower Providence Township (comté de Montgomery, Pennsylvanie)
Pour les articles homonymes, voir Lower Providence Township.
Lower Providence Township est un township du comté de Montgomery, en Pennsylvanie, aux États-Unis.